# Xã Plainfield, Quận Kent, Michigan
Xã Plainfield (tiếng Anh: Plainfield Township) là một xã thuộc quận Kent, tiểu bang Michigan, Hoa Kỳ. Năm 2010, dân số của xã này là 30.952 người.